# 呂家愷
呂家愷（1989年9月2日—），中華民國政治人物，中國國民黨籍，現任新北市議員，曾任新北市政府副發言人、2024年總統參選人侯友宜競選工作室發言人等職務，被外界視為侯友宜子弟兵。
2022年，獲得國民黨提名參選新北市議員並順利當選，現於國立政治大學攻讀教育行政博士。

## 經歷
呂家愷出生於臺北縣鶯歌鎮，家族經營當地陶瓷廠家臺華窯。畢業於國立成功大學資訊工程學系、英國羅浮堡大學多媒體文創產業碩士學位，現為國立政治大學教育行政與政策研究所博士生。

## 從政
2018年新北市長選舉，擔任侯友宜競選團隊幕僚，而後進入新北市政府秘書處國際事務科。
2020年，轉調經濟發展局協助振興經濟等專案。2021年，陞任新北市政府副發言人。
2022年，正式辭去新北市政府副發言人職務，並宣布參選新北市議員，被視為「侯家軍」並列入「戰鬥藍」推薦名單，最終獲得16,922票、排序第9當選。。
2024年中華民國總統選舉競選期間，擔任總統參選人侯友宜競選工作室發言人。

## 政策與立場
- 2022年10月21日，呂家愷回覆台灣彩虹平權大平台協會所提供的性別友善問卷[16]，並出席台灣彩虹平權大平台協會所舉辦的全國性別友善議員大會師[17]。

## 事件

### 政論節目批評同黨立法委員
2024年，國民黨立委徐巧芯公開外交部送交立院援助烏克蘭密件部分內容被外交部提告，呂家愷對此表示「這題連拗都不能拗，建議徐巧芯趕快認錯」，而引發黨內爭議

## 選舉紀錄
| 年度 | 選舉屆數             | 選舉區           | 所屬政黨   | 得票數 | 得票率 | 當選標記 | 備註 |
| ---- | -------------------- | ---------------- | ---------- | ------ | ------ | -------- | ---- |
| 2022 | 第四屆新北市議員選舉 | 新北市第八選舉區 | 中國國民黨 | 16,922 | 6.26%  |          |      |

## 個人生活
呂家愷已婚且育有一子。

## 外部連結
- 呂家愷的Facebook專頁
- 第8選區議員介紹：呂家愷（新北市議會官方網站）